# معهد جائزة الشرق الأوسط للتميز

## نبذة
'معهد جائزة الشرق الأوسط للتميز

يكتسب موضوع التكريم أهميته خاصة بالنسبة للمكرمين من القيادات التنفيذية والمؤسسات، كونه تكريم من مؤسسة تقوم بالبحوث والدراسات الميدانية في أروقة المؤسسات الحكومية والخاصة في منطقة الشرق الأوسط، والتعرف على أفضل الإنجازات القيادية والإبداعية المتميزة المبنية على علم الإدارة الحديث والاقتصاد المعرفي وذلك لتكريم القادة، وصنّاع القرار، وكبار التنفيذيين في القطاعين الحكومي والاقتصادي، والاحتفاء بهم انطلاقاً من رؤيتهم الثاقبة ولأهمية الدور الذي يقومون به في المنطقة، وكذلك للمؤسسات التي استطاعت إحداث تغيير وترسيخ في الأسس والمبادئ القيادية اللازمة والمساهمة في بناء المعايير الحديثة للحوكمة والتميز المؤسسي لمستقبل المنطقة وفقاً للمعايير التنافسية العالمية، مما يزيد من حجم المسؤوليات والجهود الملقاة على عاتق قيادات المستقبل للاستمرار دوماً نحو النجاح والابتكار والتقدم.
وقد ساهم معهد جائزة الشرق الأوسط للتميز التابع لمؤسسة داتاماتكس للاستشارات على مدى السنوات الماضية، منطلقاً من رؤية واضحة في تطوير وعي المجتمع بالدور الحيوي لمفهوم تطوير ونقل المعارف والخبرات إلى قيادات المستقبل وترسيخ الأسس والمبادئ القيادية الناجحة لديها. ويساهم المعهد في تطوير قياس الأداء والكفاءات، كما أن التكريم هو مجرد بداية للطريق، أما المهمة الأكبر فهي الاستمرار في التميز.
وللتكريم صور متعددة لا تقتصر فقط على إقامة مراسم الاحتفال وتكريم المحتفى بهم، ولكن يجب أن يشعر المكرمين بأنهم دائماً محطّ الأنظار والاهتمام، وأن هناك الكثيرين ممن يثنون عليهم وعلى جهودهم وأعمالهم الرائعة حيال أبناء وطنهم، وهذا التكريم يعطيهم تألق أكثر وحيوية ورغبة في تقديم الأفضل وتحقيق إنجازات كثيرة نحن بحاجة إليها. وسوف يجعلهم التكريم أشخاص ناجحين ينتقلون من دائرة مضاءة إلى دائرة أخرى أكثر إضاءة.
ساهم معهد جائزة الشرق الأوسط للتميز على مدى السنوات الماضية في المساهمة بدور حيوي في تطوير المعارف والخبرات منطلقاً من رؤية واضحة في تطويرالمجتمع، فضلاً عن ترسيخ أسس التميز والتنافسية في المؤسسات وقياداتها، وذلك عبر تسليط الضوء على الإنجازات وتكريم أفضل الممارسات، والمساهمات المتميزة من القادة، وصنّاع القرار، والتنفيذيين، والمؤسسات. ومدى التزامهم في السعي لبناء وترسيخ الفكر القيادي وثقافة التميز والابتكار، في كافة القطاعات الحكومية وقطاعات الأعمال، مما يعكس أن كل ما ساهموا به من إنجازات متميزة يُعد علامة فارقة في مسيرة التنمية والتنافسية.
تخضع جوائز معهد الشرق الأوسط للتميز لمنهجيات ومعايير إقليمية ودولية داعمة لتطوير الإبداع والتنافسية في مسيرة الاقتصاد على الصعيدين الإقليمي والعالمي.

## أبرز الجوائز
'جائزة الشرق الأوسط لتميز القياديات

'جائزة الشرق الأوسط لتميز القياديات جائزة الشرق الأوسط لتميز الحكومة والخدمات الإلكترونية

'جائزة الشرق الأوسط للشخصيات التنفيذية جائزة الشرق الأوسط لتميز العناية بخدمة العملاء'
'جائزة الشرق الأوسط لتميز قيادات الصف الثالث والرابع'
'جائزة الشرق الأوسط للتميز في إدارة المعرفة'

## التقييم
تخضع جوائز معهد الشرق الأوسط للتميز لمجموعة من الأحكام والمنهجيات المعتمدة التي تتسم بالشفافية والتنافسية، والتي اكتسبت من خلالها الثقة علي المستويين الإقليمي والعالمي، مما يرمز إلى حقبة من الثبات والتميز الطموح في المنطقة للبقاء في طليعة الإبداع والتنافسية في مسيرة الاقتصاد العالمي الجديد والاحتفاء بإنجازات المؤسسات والشعوب عبر تكريم التميز والمباديء القيادية للقادة والمؤسسات كي يصنع فارقاً في مسيرة الإبداع والتميز والازدهار الاقتصادي إقليمياً وعالمياً.

## تدريب
تعزيزاً ومساهمة في التطوير والارتقاء بالتنمية الاقتصادية والمؤسسية للقطاعين الحكومي والخاص بالمنطقة، يقوم معهد جائزة الشرق الأوسط للتميز بتقديم وتنظيم برامج، وندوات تعريفية، وورش عمل تدريبية حول كيفية تنظيم وتطوير برامج الجوائز الخاصة بالمؤسسات، وكيفية الاعتماد على الخبراء في مجال التقييم والتحكيم، وكل من لديهم مساهمة كبيرة في إدارة الجودة والمعرفة والتميز المؤسسي والإبداعي.
كما يقوم معهد جائزة الشرق الأوسط للتميز بتوفير استشارات متخصصة لزيادة الوعي حول نماذج ومعايير التقييم في الجوائز والتعريف بقواعد وإجراءات الترشيح التي تتمثل في التالي:
- الاعتماد على إستراتيجيات الأداء والعمليات الإجرائية والتشغيلية ونتائج الأداء المؤسسي.
- الاعتماد على معايير وأنظمة نماذج الجودة.
- نقل أحدث النظريات والاتجاهات الحديثة في تنظيم وتقديم الجوائز.
- البرامج التدريبية والفعاليات الخاصة بإدارة فعاليات حفل توزيع الجوائز.
- تزويد المؤسسات بكامل الإمكانات والخبرات التنظيمية التي تسمح بنجاح حفل توزيع الجوائز الخاص بهم.
- تبنّي ممارسات التميز في الأعمال.

## أبرز الشخصيات الإقليمية والعالمية التي حضرت احتفالات المعهد
- الدكتور اوسكار أرايس سانشيز رئيس كوستاريكا
- المستشار الألماني السابق غيرها رد شرويدر
- ماري روبنسون رئيسة أيرلندا السابقة ورئيسة مفوضية حقوق الإنسان
- رئيس الوزراء الأسباني السابق خوسيه ماريا أثنار
- الشيخ مكتوم بن محمد بن راشد آل مكتوم نائب حاكم دبي
- يوشكا فيشر نائب المستشار الألماني الأسبق
- تبير جور حرم نائب الرئيس الأمريكي الأسبق
- إيغور إيفانوف مستشار الأمن القومي الروسي
- دنيس روس المبعوث الأمريكي السابق لعملية السلام في الشرق الأوسط
- الشيخ حشر بن مكتوم آل مكتوم رئيس دائرة إعلام دبي
- الشيخ نهيان بن مبارك آل نهيان وزير التعليم العالي والبحث العلمي
- الشيخ أحمد بن سعيد آل مكتوم رئيس هيئة الطيران المدني بدبي، الرئيس الأعلى لطيران الإمارات
- الأمير السفير محمد بن سعود بن خالد مدير عام مركز المعلومات والدراسات بوزارة الخارجية
- محمد عبد الله القرقاوى وزير شؤون رئاسة مجلس الوزراء
- صقر غباش وزير العمل دولة الإمارات العربية المتحدة
- الدكتور حنيف حسن وزير الصحة السابق- دولة الإمارات العربية المتحدة
- الدكتور راشد أحمد بن فهد وزير البيئة والمياه - دولة الإمارات العربية المتحدة
- الشيخ محمد مكتوم بن جمعة آل مكتوم رئيس اتحاد الإمارات للبلياردو والسنوكر
- الشيخ ذياب بن محمد بن زايد آل نهيان

## أبرز الشخصيات الإقليمية والعالمية التي سبق وأن كرمت من خلال المعهد
- آل جور نائب الرئيس الأمريكي الأسبق
- دومينك دوفيلبان رئيس مجلس الوزراء الفرنسي السابق
- أنور إبراهيم نائب رئيس وزراء ماليزيا السابق
- لاري أليسون رئيس مجلس إدارة ومؤسس أوراكل العالمية
- صاحب السمو الملكي الأمير خالد بن مشعل بن سعود بن عبد العزيز وزارة الداخلية
- صاحب السمو الأمير الدكتور عبد العزيز بن محمد بن عياف آل مقرن أمين منطقة الرياض
- الشيخ خالد بن زايد بن صقر آل نهيان رئيس مجلس إدارة مجموعة بن زايد
- الشيخ مكتوم بن حشر آل مكتوم الرئيس التنفيذي لمجموعة الفجر
- الشيخة فاطمة بنت زايد بن صقر آل نهيان حرم صاحب السمو حاكم عجمان، رئيسة جمعية أم المؤمنين النسائية
- الشيخة سلامة بنت حمدان آل نهيان حرم الفريق أول الشيخ محمد بن زايد آل نهيان ولي عهد أبوظبي نائب القائد الأعلى للقوات المسلحة
- الأميرة/ أميرة الطويل حرم صاحب السمو الملكي الأمير الوليد بن طلال آل سعود، نائبة رئيس مؤسسة الوليد بن طلال الخيرية
- كيم فوك صاحبة أشهر قصة في العالم خلال حرب فيتنام
- الشيخة لبنى بنت خالد القاسمي وزيرة التجارة الخارجية-دولة الإمارات العربية المتحدة
- الشيخة حصة بنت خليفة بن أحمد آل خليفة من البرنامج الإنمائي للأمم المتحدة- مملكة البحرين
- الشيخة حصة سعد العبد الله الصباح رئيس مجلس سيدات أعمال العرب
- الدكتورة معصومة المبارك وزيرة الصحة سابقاً بدولة الكويت
- الفريق ضاحي خلفان تميم المهيري قائد عام شرطة دبي
- الشيخ خالد بن أحمد بن سلطان القاسمي مدير عام دائرة المعلومات والحكومة الإلكترونية
- الدكتور عبد الرحمن بن عبد الله الشقاوي مدير عام معهد الإدارة العامة
- د. عبد القادر بن عبد الله عبد الرحمن الفنتوخ وكيل الوزارة للتخطيط والمعلومات وزارة التعليم العالي - المملكة العربية السعودية
- حسين بـن عـبد الرحمن العدل أمين عام الغرفة التجارية الصناعية بالرياض
- الدكتور محمد إبراهيم السويل رئيس مدينة الملك عبد العزيز للعلوم والتقنية
- علي بن ناصر الغفيص محافظ المؤسسة العامة للتدريب التقني والمهني
- أحمد بطي أحمد مدير عام جمارك دبي
- المهندس حسين ناصر أحمد لوتاه مدير عام بلدية دبي
- د. منصور العور رئيس جامعة حمدان بن محمد الإلكترونية
- الدكتور المهندس علي محمد الخوري مدير عام هيئة الإمارات للهوية
- المهندس سعود الدويش الرئيس التنفيذي لمجموعة الاتصالات السعودية
- مطر الطاير رئيس مجلس الإدارة والمدير التنفيذي لهيئة الطرق والمواصلات بدبي
- سعيد محمد الطاير عضو مجلس الإدارة المنتدب والرئيس التنفيذي لهيئة كهرباء ومياه دبي
- الدكتور مطر محمد سيف النعيمي مدير عام بلدية العين
- أحمد عبد الكريم جلفار الرئيس التنفيذي للعمليات في مؤسسة الإمارات للاتصالات
- سلمى حارب الرئيس التنفيذي عالم المناطق الاقتصادية والمنطقة الحرة
- أحمد حميد المزروعي رئيس مجلس إدارة هيئة الهلال الأحمر
- عبد الله جاسم بن كلبان الرئيس والرئيس التنفيذي دوبال
- ياسر نصر زغلول الرئيس التنفيذي شركة الجرافات الوطنية البحرية
- خليفة الزفين الرئيس التنفيذي مدينة دبي للطيران

موقع داتاماتكس الرسمي : www.datamatixgroup.com
معهد جائزة الشرق الأوسط للتميز www.meawards.com
مؤتمر الحكومة والخدمات الإلكترونية بدول مجلس التعاون الخليجي : www.egov.com
المؤتمر الدولي للقياديات : www.woibex.com